# Kimberlit

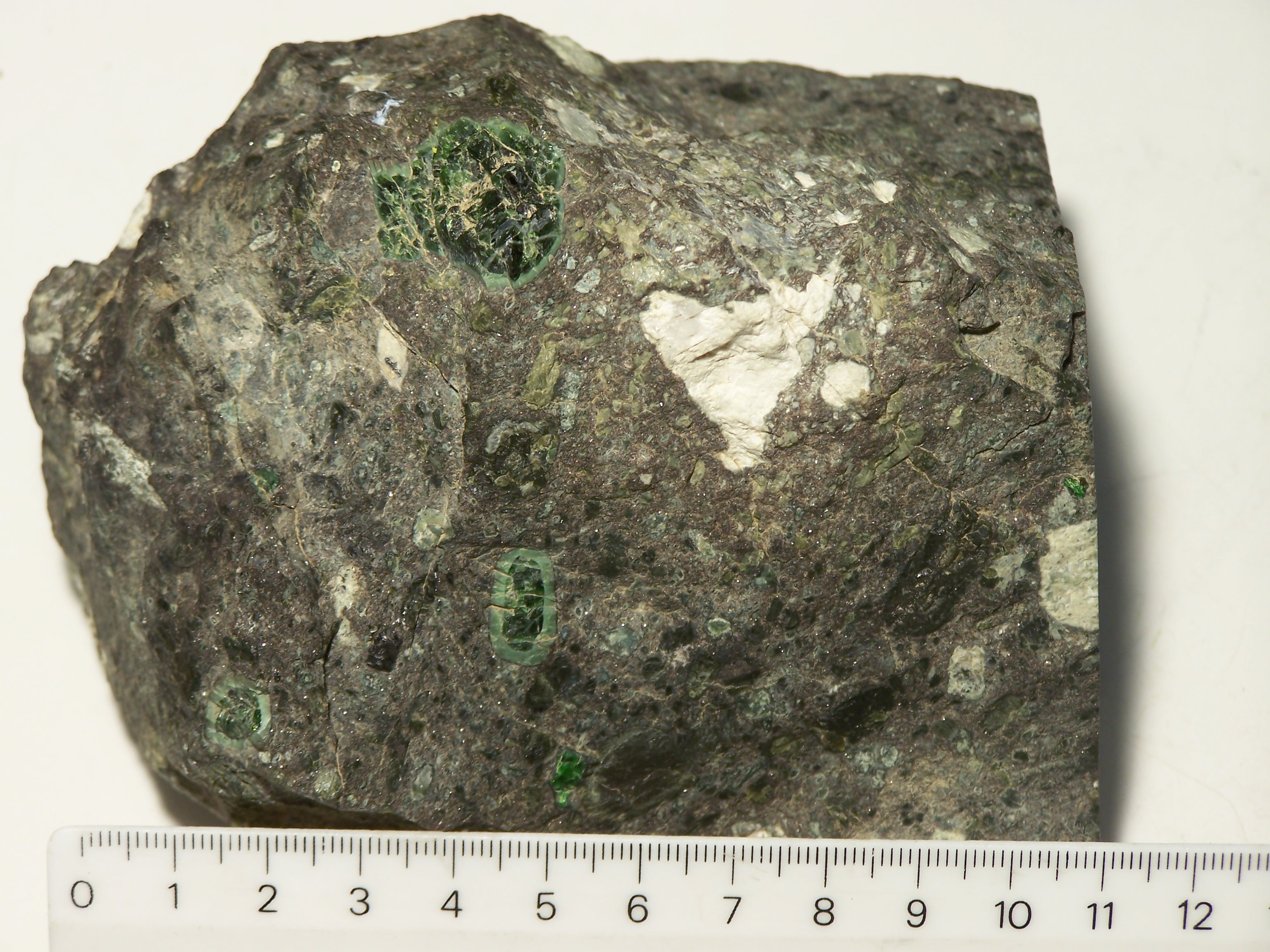
Kimberlit från USA.

Kimberlit är en magmatisk bergart tillhörande peridotitgruppen och som kan tyda på att det finns diamantfyndigheter i marken. 

## Egenskaper
Bergarten är porfyriskt ultrabasisk, svagt magnetisk och är oftast mörkt grågrön men kan även vara gul (när den vittrat) eller blå. Den innehåller ofta välformade olivinkristaller samt korn av diopsid, glimmer och granat.

## Förekomst
Kimberlit förekommer som gångar och vertikalstående, morotsformade intrusioner kallade "pipes" eller diatrem. De kan vara upp till någon kilometer i diameter.
Kimberliten är uppkallad efter gruvorten Kimberley i Sydafrika.